# YafaRay
YafaRay – darmowy renderer, wykorzystujący raytracing oraz algorytmy oświetlenia globalnego. Program jest następcą zakończonego projektu YafRay. YafaRay, podobnie jaki jego poprzednik, pełni głównie funkcję alternatywnego silnika renderującego dla blendera. Program obsługuje specjalny format plików oparty na XML służący do opisu scen.

## Historia
Pierwowzorem projektu był YafRay (ang. Yet Another Free Raytracer). Twórcy uznali na pewnym etapie rozwoju, że dalsze zwiększanie funkcjonalności YafRay nie jest możliwe. Kod został napisany od początku. Prace nad nowym kodem rozpoczął Mathias Wein (Lynx) w grudniu 2005 roku. Wynikowy kod różnił się znacznie od pierwotnego i programowi nadano nazwę YafaRay, dla podkreślenia, że nowy kod jest odmiennym, nowym programem.

## Właściwości

### Algorytmy obliczania światła
- zwykły raytracing (światło bezpośrednie) z możliwością dodania ambient occlusion i mapy fotonowej,
- path tracing,
- pathtracing dwukierunkowy,
- photon mapping z final gathering

### Typy oświetlenia
Wszystkie typy oświetlenia nie wymagają GI.
- punktowe,
- sferyczne,
- kierunkowe (symuluje oświetlenie słoneczne),
- słońce (działa tak samo jak kierunkowe z tą różnicą, że symulacja jest bardziej zgodna z rzeczywistością – cienie są tym miększe im dalej są od słońca),
- prostokątne,
- emitowane z dowolnej siatki wielokątów,
- reflektorowe,
- oświetlenie środowiskowe,
- Oświetlenie fotometryczne IES (w wersji testowej)

### Materiały
- matowy z wykorzystaniem modelu lamberta lub oren-nayar z opcjonalnymi parametrami: lustrzane odbicie, przezroczystość (bez refrakcji) i przezroczystość „matowa” (translucency, tak jak np. w abażurach, działa tylko z GI), z możliwością mapowania parametrów teksturami,
- połyskujący z rozmytymi refleksami z dystrybucją mikrofasetek blinna lub anizotropową (model Ashikhmin-Shirley),
- wersja powyższego pokryta przezroczystą warstwą z efektem fresnela,
- szkło z efektem fresnela, absorpcją i dyspersją z możliwością użycia bumpmapy,
- materiał blend pozwalający łączyć dowolne 2 inne w określonych proporcjach, z mapowaniem tej proporcji teksturą

### Mapowanie
- mapowanie UV,
- mapowanie płaskie, sześcienne, sferyczne i walcowe,
- wiele trybów mieszania (blending),
- szablony (stencil)

### Tła
- jednolity kolor,
- gradient,
- realistyczny symulator nieba (sunsky),
- tekstura

### Kamery
- z perspektywą i głębią ostrości
- ortograficzna,
- architektoniczna z głębia ostrości,
- szerokokątna (o kącie widzenia do 180 stopni)

### Inne
- antyaliasing adaptacyjny z filtrami: box, gaussa, mitchell-netravali,
- przezroczyste cienie,
- wielowątkowość